# Halál Velencében (opera)
A Halál Velencében (angolul Death in Venice) Benjamin Britten egyik kétfelvonásos operája. Szövegkönyvét Myfanwy Piper írta Thomas Mann azonos című novellája alapján. Ősbemutatójára 1973. június 16-án került sor az Aldeburgh-i Operafesztivál keretén belül, a Snape Maltings Hallban. Britten azért választotta operájának témájául ezt a regényt, mivel így akarta megünnepelni harmadszázados együttműködését Peter Pearsszel, ugyanakkor, mint az korábbi műveiből is kitűnik, kedvelte a prózai szövegeket. Britten az operát 145 percesnek tervezte, ezért egy-egy jelenetre 8-8 perc jutott, így a szövegkönyvíró számára nehéz feladat volt a regény cselekményének elrendezése, hogy az ne akadályozza a pergő zenét, és az egyes jelenetek megszakítás nélkül olvadjanak egymásba.

## Szereplők
| Szereplő                                                                                   | Hangfekvés  |
| ------------------------------------------------------------------------------------------ | ----------- |
| Gustav von Aschenbach                                                                      | tenor       |
| Utazó/ Öreg piperkőc/ Öreg gondolás/ Szállodaigazgató/ Borbély/ Játékos/ Dionüszosz hangja | bariton     |
| Tadzio                                                                                     | táncos      |
| A lengyel anya                                                                             | táncos      |
| Apollón hangja                                                                             | kontratenor |
| Portás                                                                                     | tenor       |
| Pincér                                                                                     | basszus     |
| Eperárus                                                                                   | Szoprán     |
| Csipkeárus                                                                                 | Szoprán     |
| Üveges                                                                                     | tenor       |
| Evezős                                                                                     | tenor       |
| Evezős                                                                                     | szoprán     |
| Angol hivatalnok                                                                           | bariton     |
| Kórus: utazók, munkások és táncosok.                                                       |             |

## Cselekménye
- Helyszín: Velence és München
- Idő: 1911

### Első felvonás
- Első jelenet: Temető Münchenben

Az opera Aschenbach recitativójával kezdődik. Ismeretlen utas jelenik meg egy sírkápolna lépcsőjén és egzotikus tájak csodáiról énekel, ami Aschenbachban megérleli az elhatározást: délre kell utaznia. Az utas eltűnik; Aschenbach pedig már döntött is és az író már indul is Velencébe.
- Második jelenet: A hajón, Velence felé

A hajó Polából indul útjára; a gépek zakatolását a drótseprővel ütögetett kisdob ritmusa jeleníti meg. Egy csapat fiatalember a fedélzetről a parton álló lányokhoz kiáltozik. Ebből a kölcsönös évődésből kétszólamú ének bontakozik ki az ifjak úticéljáról. Egy öreg piperkőc belekezd egy népszerű dalba: „Találkozunk a Piazzán” – a dalt átveszik a fedélzet ifjai is. Miután a hajó Velencébe érkezik és az utasok partra szálltak, következik a nyitány.
- Harmadik jelenet: Utazás a Lidóra

Aschenbach gondolába ül, hogy Velencéből a Lidóra utazzék; a bárkát hajtó öreg gondolás nyersen ad hangot szabad szellemének, némi rossz érzést keltve Aschenbachban. Útjuk folyamán egy fiúkkal és lányokkal teli bárkával találkoznak, az ifjak egy kíséret nélküli dalt – „Bride ofthe sea” (Tenger menyasszonya) – énekelnek. A Lido partjára érve Aschenbachot a hotel személyzete üdvözli, mialatt a gondolás – fizetség nélkül – eltűnik. Aschenbachot a dolog sötét gondolatokra készíti: „Titokzatos gondola . . . milyen fekete . . . fekete . . . koporsófekete . . . magának a halálnak és az utolsó, csendes utazásnak látomása.”
- Negyedik jelenet: Az első este a hotelban

A hotelba érkező Aschenbachot az igazgató üdvözli, majd megmutatja neki szobáját, amelyből egészen pompás kilátás nyílik. A szálló vendégei a vacsorához gyülekeznek. Itt látja meg Aschenbach először Tadziót, a lengyel család többi tagjával egyetemben.
- Ötödik jelenet: A tengerparton

Aschenbach a tengerparton van, más szállóvendégekkel együtt. Eperárus asszony halad arra. Tadzio érkezik a strandra, és családja társaságában ül le. Kezdetben Aschenbach nem tudja a fiú nevét, de amikor pajtásai játszani hívják, azt kiáltják, „Adziú!". Ebből Aschenbach arra következtet, hogy a fiú neve Tadzio, ami a Tadeusz beceneve. Tadzio és pajtásai különféle játékokat játszanak a strandon. Aschenbach elbűvölten nézi, hallgatja őket.
- Hatodik jelenet: A meghiúsult elutazás

Aschenbach átmegy a Lídóról Velencébe. Sirokkó fúj, Velence fülledt és kényelmetlenül zsúfolt. Aschenbach lehangolt, s úgy határoz, hogy elutazik. Gondolán visszatér a Lidóra. Ám távozását kofferjének buta tévedésből történt hibás irányítása meghiúsítja, s most visszatér a Lido fürdőszállójába, amelyet csak az imént hagyott el. Az igazgató köszönti, és visszakíséri a nemrég elhagyott szobába a visszatérőt. Aschenbach a strandon játszó Tadziót és néhány pajtását pillantja meg az ablakon kinézve. Hangulata ismét derűsre fordul; tudatára ébred, hogy miért is volt olyan nehéz elmennie innen.

### Második felvonás
- Hetedik jelenet: A Napünnep (Apollón-játékok)

A kórus magasztalja Tadziót, aki már csaknem Phoebusszal egyenlő, ő pedig szabályos szólótáncot lejt. Ezt követi a Napünnep; s a fiúk különféle sportágakban versengenek – futásban, távolugrásban, diszkoszvetésben, gerelyhajításban és ökölvívásban – és mindegyikben Tadzio diadalmaskodik. Aschenbachot annyira megindítja az ügyességnek ez a tüneménye, hogy úgy érzi, szólnia kell Tadzióhoz s gratulálnia kell neki; ám amint a fiú elhalad előtte, elpárolog a bátorsága. Tadzio rámosolyog; és amikor már késő viszonozni ezt a mosolyt.
- Nyolcadik jelenet: A hotel borbélyánál (I.)

Aschenbach hajat vágat és a fecsegő borbélyt hallgatja.
- Kilencedik jelenet: Az üldözés

Aschenbach átmegy Velencébe. Az utcán plakátok figyelmeztetik a lakosságot, hogy tegyen óvintézkedéseket a fertőzés ellen. A külföldi lapok pletykákat szellőztetnek a Velencében kitört kolerajárványról. Fölbukkan a lengyel család, és Aschenbach a nyomukba szegődik. Mindannyian kiérnek a Piazzára; egy kávéházi zenekar kezd játszani. A lengyel család továbbindul; Aschenbach követi őket a Szent Márk székesegyházba. Az üldözés folytatódik, s amikor a lengyel család gondolába ül, Aschenbach is követi őket egy másikon.
- Tizedik jelenet: A vándormuzsikusok

A szállóba visszatérve, vacsora után Aschenbach egy kis vándormuzsikus-együttes szórakoztató produkcióját hallgatja a teraszon.
- Tizenegyedik jelenet: Utazási iroda

Aschenbach fölkeres egy utazási irodát, amelyet ostrom alatt tartanak a Velencét sürgősen elhagyni szándékozó, a járvány veszélye elől menekülő turisták. Amikor elmennek, a tisztviselő nyíltan, tilalmakat félretéve beszél Aschenbachhal.
- Tizenkettedik jelenet: A gyöngyök hölgye (azaz Tadzio anyja)

Aschenbach elhatározza, hogy értesíti Tadzio édesanyját az őt és családját fenyegető járvány veszélyről, és azt tanácsolja neki, ne időzzék tovább a Lidón. Amikor azonban az alkalom megszületik, ismét képtelen megszólalni.
- Tizenharmadik jelenet: Az álom

Letörtségében elalszik. Dionüszosz hangja hallatszik („Fogadjátok az idegen istent!”), majd Apollóné („Nem! Vessétek meg a káosz mélységét!”) - mindez sűrítve tükrözi az elméjében végbemenő küzdelmet. Megjelennek Dionüszosz hívei, orgiasztikus kiáltásaikkal, majd ez egy dionüszoszi táncba torkollik.
- Tizennegyedik jelenet: Az üres strand

Aschenbach, iménti lidérces álmának revelációitól felindultan lemegy a strandra és Tadziót figyeli, aki pajtásaival szeszélyesen ide-oda kapkodó játékokat űz.
- Tizenötödik jelenet: A hotel borbélyánál (II.)

Aschenbach ismét a fecsegő borbély székében ül: deresedő haját és bajuszát festeti, arcának ráncait simíttatja.
- Tizenhatodik jelenet: Utolsó látogatás Velencébe

Megfiatalodásának első mámorában Aschenbach – módosított formában – elénekli azt a dalt („Találkozunk a Piazzán”), amelyet az ifjak énekeltek a Velence felé közeledő hajón a második jelenetben. Folytatja a lengyel család követését, mint a kilencedik jelenetben. A csúcsponton Tadzio elszakad az övéitől és bevárja Aschenbachot, hogy eltökélten a szemébe nézzen, amit meg is tesz. Ám Aschenbach elfordítja a fejét; a lengyel családot elveszti a szeme elől; ismét megjelenik az eper árus nő a maga jellegzetes kiáltásával. Az író vásárol egy kevés gyümölcsöt, de túl fonnyadtnak találja. Elcsigázottan ül le egy kút kávájára, és izgalommal figyeli a bensejében eluralkodó zűrzavart, a kezdődő betegség jeleit. Keserű szemrehányást tesz önmagának. Vergődésében fölidézi Szókratész bölcselkedését a Phaidroszból, a szépségről és annak közvetítő szerepéről az érzéki ember és a szellem világa között: „Elvezethet-é a szépség a bölcsességhez, Phaidrosz?”
- Tizenhetedik jelenet:

A lengyel család elhatározza, hogy távozik; Aschenbach megpillantja poggyászaikat a hallban. Kimegy az elhagyatott strandra, ahol Tadzio jelenik meg néhány pajtásával. Összeverekszik az egyikkel. Tadzio, magára maradva félreérthetetlen mozdulatot tesz Aschenbach felé, de az író ezúttal is képtelen viszonozni. A fiú leballag a fövenyen a távoli tenger irányában. Az író bénultan süpped a székébe, és elragadja a halál.

## Zeneművek listája
Első felvonás:
- My mind beats on (Aschenbach)
- Who's that? (Aschenbach)
- I have always kept a close watch over my development (Aschenbach)
- Hey there, hey there, you! (gyerekek)
- Nyitány - második kép
- Ah Serenissima! (Aschenbach)
- Mysterious gondola (Aschenbach)
- We are delighted to greet the Signore (szállodaigazgató)
- So I am led to Venice once again (Aschenbach)
- The Lido is so charming, is it not? (szállodavendégek)
- How does such beauty come about? (Aschenbach)
- The wind is from the West (Aschenbach)
- Le bele fragole (Eperárus)
- Ah, how peaceful to contemplate the sea (Aschenbach)
- Adziu, Adziu! (kórus)
- As one who strives to create beauty (Aschenbach)
- Aou'! Stagando, aou'! (Öreg gondolás)
- Naturally Signore, I understand (Szállodaigazgató)
- There you are, Signore, just in time (Portás)
- I am become like one of my early heroes (Aschenbach)
- A thousand apologies to the Signore (Szállodaigazgató)
- Beneath a dazzling sky the sea … (szállodavendégek)
- No boy, but Phoebus of the golden hair (kórus)
- See where Hyacinthus plays (kórus)
- Phaedrus learned what beauty is (kórus)
- First, the race! (kórus)
- Try your skill (kórus)
- Young discobolus (kórus)
- Up and over (kórus)
- Measure to fight (kórus)
- The boy, Tadzio, shall inspire me (Aschenbach)

Második felvonás:
- Zenekari nyitány
- So, it has come to this (Aschenbach)
- Guardate, Signore (Borbély)
- Do I detect a scent? (Aschenbach)
- And now I cannot let them out of sight (Aschenbach)
- Kyrie eleison (Kórus)
- Gustav von Aschenbach, what is this path you have taken? (Aschenbach)
- This way for the players, Signori! (Portás)
- La mia nonna always used to tell me (Játékosok vezetője)
- Fiorir rose in mezo al giasso (Játékosok vezetője)
- One moment, if you please (Angol hivatalnok)
- So it is true, true, more fearful than I thought (Aschenbach)
- So - I didn't speak! (Aschenbach)
- Receive the stranger god (Dionüsszosz hangja)
- Do what you will with me! (Aschenbach)
- Yes! a very wise decision, if I may say so (Borbély)
- Hurrah for the Piazza (Aschenbach)
- Does beauty lead to wisdom, Phaedrus? (Aschenbach)
- The wind still blows from the land (Szállodaigazgató)
- Ah, no! (Aschenbach)